# Health belief model
Le Health Belief Model (HBM), ou Modèle de croyance en santé, est un modèle de psychologie servant à expliquer et prédire les comportements en lien avec la santé, et particulièrement l'utilisation des services de santé. Le health belief model a été développé dans les années 1950 par les psychologues sociaux du U.S. Public Health Service, et reste l'une des théories les plus connues et les plus utilisées dans la recherche sur les comportements de santé,. Le health belief model suggère que les croyances des gens au sujet des problèmes de santé, des avantages et obstacles perçus, et de l'auto-efficacité expliquent l'engagement (ou l'absence d'engagement) du comportement de promotion de santé, ; un stimulus (ou signal) doit être présent pour déclencher le comportement,.

## Histoire
Une des premières théories du comportement en lien avec la santé, le health belief model a été développé dans les années 1950 par les psychologues sociaux Irwin M. Rosenstock, Godfrey M. Hochbaum, S. Stephen Kegeles, et Howard Leventhal du U.S. Public Health Service pour mieux comprendre l'échec généralisé des programmes de dépistage de la tuberculose,. Le health belief model a été appliqué pour prédire une grande variété de comportements liés à la santé, tels que les moyens de dépistage pour la détection précoce des maladies asymptomatiques afin de recevoir éventuellement des immunisations ou soins. Plus récemment, le modèle a été appliqué pour comprendre les réponses des patients aux symptômes d'une maladie, au respect des traitements médicaux, aux habitudes de vie (par exemple, les comportements sexuels à risque), et les comportements liés aux maladies chroniques, ce qui peut nécessiter une régularité de comportements à long terme, en plus du changement du comportement initial . Les modifications apportées au modèle ont été faites tardivement, vers 1988, pour y incorporer des nouvelles informations liées aux concepts psychologiques de l'auto-efficacité dans la prise de décision et du comportement,.

## Bases théoriques
Les informations concernant le health belief model ci-dessous sont proposées afin de prédire l'engagement dans les comportements liés à la santé (par exemple, se faire vacciner, obtenir un dépistage de maladies asymptomatiques).
| Modification des variables (âge, genre, ethnie, économie, caractéristiques) | Prendre part à l'action (ou non) |                                                                   |                                            |                                     |   |
| Modification des variables (âge, genre, ethnie, économie, caractéristiques) | Prendre part à l'action (ou non) | Gravité perçue + Vulnérabilité perçue                             | +                                          | Bénéfices perçus - Obstacles perçus | = |
| Modification des variables (âge, genre, ethnie, économie, caractéristiques) | Prendre part à l'action (ou non) | (^^Score pour l'action de fumée qui va nuire ou non à la santé^^) | (^^Score pour le comportement de fumeur^^) |                                     |   |
| Modification des variables (âge, genre, ethnie, économie, caractéristiques) | ^^^influence^^^                  |                                                                   |                                            |                                     |   |
| (^^Score de santé pour cette personne^^)                                    | Indices à l'action               |                                                                   |                                            |                                     |   |

### Gravité perçue
La gravité perçue se réfère à l'évaluation subjective de la gravité d'un problème de santé et ses conséquences potentielles,. Le health belief model suggère que les individus qui perçoivent un problème de santé comme sérieux sont plus susceptibles d'adopter des comportements de prévention afin d'éviter qu'il ne se produise (ou pour réduire sa gravité). La gravité perçue englobe les croyances sur la maladie elle-même (par exemple, si elle met la vie en danger ou peut entraîner une invalidité ou une douleur), ainsi que des impacts plus larges sur le fonctionnement dans le travail et les rôles sociaux,, . Par exemple, un individu peut percevoir la grippe comme non médicalement grave, mais s'il y a des conséquences financières importantes à la suite d'une absence au travail de plusieurs jours, il pourrait maintenant la percevoir comme étant une maladie plus sérieuse.

### Vulnérabilité perçue
La vulnérabilité perçue se réfère à l'évaluation subjective du risque de développer un problème de santé,,. Le health belief model prévoit que les personnes se percevant comme vulnérables à un problème de santé particulier se livrent à des comportements permettant de réduire le risque de développer ce problème de santé. Les personnes ayant une vulnérabilité perçue faible peuvent nier qu'ils ont un risque de contracter une maladie particulière. D'autres peuvent reconnaître la possibilité de développer la maladie, mais en pensant que c'est toutefois peu probable. Les personnes qui croient qu'ils ont un faible risque de développer une maladie sont plus susceptibles de se livrer à des comportements malsains ou risqués. Les personnes qui perçoivent un risque élevé d'être personnellement touchées par un problème de santé particulier sont plus susceptibles d'adopter des comportements pour réduire le risque de développer la condition.
La combinaison de la gravité perçue et de la vulnérabilité perçue est désignée par « menace perçue ». La gravité perçue et la vulnérabilité perçue vis-à-vis d'un état de santé dépendent de la connaissance que l'on a de cet état. Le modèle de croyance à la santé prédit que plus la menace perçue conduit à plus forte probabilité d'engagement dans des comportements favorisant la santé.

### Avantages perçus
Les comportements en lien avec la santé sont aussi influencés par les avantages perçus d'une prise d'action. En effet, ceux-ci se réfèrent à l'évaluation qu'un individu se fait de la valeur (ou de l'efficacité) à se livrer à un comportement de promotion de santé pour réduire le risque de maladie. Si une personne estime qu'une action permettra de réduire la sensibilité ou de diminuer sa gravité d'un problème de santé, alors elle est susceptible de se livrer à ce comportement, indépendamment des faits objectifs de l'efficacité de cette action. Par exemple, les individus qui pensent que porter un écran solaire prévient le cancer de la peau sont plus susceptibles d'en porter que les autres.

### Obstacles perçus
Les comportements liés à la santé sont également fonction des obstacles perçus. Les obstacles perçus se réfèrent à l'évaluation qu'un individu se fait des obstacles concernant le changement de comportement. Même si une personne perçoit un état de santé comme une menace et estime qu'une action spécifique permettrait de réduire efficacement la menace, les obstacles peuvent empêcher l'engagement dans le comportement. En d'autres termes, les avantages perçus doivent l'emporter sur les obstacles perçus pour que le changement de comportement se produise,. Les obstacles perçus concernant la prise de mesures comprennent la gêne perçue, le danger (par exemple, les effets secondaires d'une procédure médicale) et l'inconfort (par exemple, la douleur, les troubles émotifs) impliqués dans l'engagement dans le comportement. Par exemple, le manque d'accès aux soins de santé et la croyance que le vaccin contre la grippe provoque des douleurs importantes peuvent constituer des obstacles pour effectuer le vaccin contre la grippe.

### Modification des variables
Les caractéristiques individuelles comprenant notamment la démographie, le psychosocial, et les variables structurelles, peuvent affecter les perceptions (à savoir, la gravité perçue, la vulnérabilité, les avantages et obstacles) des comportements liés à la santé. Les variables démographiques comprennent entre autres l'âge, le sexe, la race, l'ethnie et l'éducation,. Les variables psychosociales comprennent entre autres la personnalité, la classe sociale, et les pairs et groupe d'appartenance. Les variables structurelles comprennent entre autres les connaissances sur une maladie donnée et un contact antérieur avec la maladie. Le health belief model suggère que les variables de modification affectent les comportements liés à la santé indirectement, en affectant la gravité perçue, la vulnérabilité, les avantages et les obstacles,.

### Indices à l'action
Le health belief model postule qu'un signal (ou un déclencheur) est nécessaire pour amorcer l'engagement dans des comportements liés à la santé,,. Les indices à l'action peuvent être internes ou externes,. Les indices physiologiques (par exemple la douleur ou les symptômes) sont des exemples d'indices internes,. Les indices externes comprennent des événements ou des informations sur ceux-ci, les médias, ou les fournisseurs de soins de santé promeuvent l'engagement envers les comportements liés à la santé. Des exemples d'indices à l'action inclus notamment les cartes de rappel de dentistes, la maladie d'un ami ou d'un membre de la famille, ainsi que les étiquettes de mise en garde du produit. L'intensité des signaux nécessaires pour déclencher l'action varie entre les individus par vulnérabilité perçue, gravité, avantages et obstacles. Par exemple, les personnes qui, selon elles, ont un haut risque de contracter une maladie grave peuvent facilement se laisser persuader de se faire dépister après avoir vu une annonce du service public, alors que les personnes qui, selon elles, ont un risque faible de contracter la même maladie peuvent avoir besoin d'indices externes plus importants pour se faire dépister.

### Auto-efficacité
L'auto-efficacité a été ajoutée aux quatre composantes du health belief model (à savoir la vulnérabilité perçue, la gravité, les avantages et les obstacles) en 1988,. L'auto-efficacité se réfère à la perception d'un individu vis-à-vis de sa compétence personnelle pour réaliser avec succès un comportement. L'auto-efficacité a été ajoutée au health belief model pour mieux expliquer les différences individuelles dans les comportements de santé. Le modèle a été développé à l'origine pour expliquer l'engagement dans les comportements liés à la santé comme le dépistage du cancer ou dans les campagnes de vaccination,. Finalement, le health belief model a été appliqué pour les changements de comportements à long terme tels que la modification du régime alimentaire, l'exercice physique et le tabagisme . Les développeurs du modèle ont reconnu que la confiance en soi vis-à-vis de sa capacité à effectuer des changements (auto-efficacité) était un élément clé dans le changement de comportements liés à la santé,.

## Support empirique
Le health belief model a connu un soutien empirique depuis son développement dans les années 1950,. Il reste l'un des modèles les plus largement utilisés pour expliquer et prédire les comportements liés à la santé. Une étude de 1984 suggère que les preuves de chaque composante du health belief model sont significatives. L'examen indique que le soutien empirique pour le health belief model est particulièrement remarquable étant donné les diverses populations, conditions de santé et comportements liés à la santé a examiner et les différents plans d'étude et stratégies d'évaluation utilisées pour évaluer le modèle. Une méta-analyse plus récente a trouvé un appui solide concernant les avantages perçus et les obstacles perçus pour prédire les comportements liés à la santé, mais des preuves faibles pour prédire la gravité perçue et la vulnérabilité perçue.

## Applications
Le health belief model a été utilisé pour développer des interventions efficaces de changements de comportements liés à la santé, en ciblant les différents aspects clés du modèle,. Les interventions fondées sur le health belief model peuvent viser à augmenter la vulnérabilité perçue et la gravité perçue d'un état de santé, en fournissant une éducation sur la prévalence et l'incidence de la maladie, les estimations individualisées des risques, et les informations sur les conséquences de la maladie (par exemple : médicales, financières, et conséquences sociales). Les interventions peuvent également viser à modifier l'analyse coûts-avantages à se livrer à un comportement de lié à la santé (c'est-à-dire accroître les avantages perçus et diminuer les obstacles perçus) en fournissant des informations sur l'efficacité des divers comportements pour réduire les risques, identifier les obstacles perçus, inciter à adopter des comportements favorables à la santé, et engager le soutien social ou d'autres ressources pour encourager les comportements favorables à la santé. En outre, les interventions sur la base du health belief model peuvent fournir des indices à l'action afin de rappeler et encourager les individus à adopter des comportements favorisant la santé. Les interventions peuvent également viser à renforcer l'auto-efficacité en offrant une formation sur les comportements favorisant la santé,, en particulier les changements de style de vie complexes (par exemple en changeant l'alimentation ou l'activité physique, en adhérant à un traitement médicamenteux compliqué). Les interventions peuvent se situer au niveau individuel ou au niveau de la société (par exemple par voie législative).

## Limitations
Le health belief model tente de prédire les comportements liés à la santé en tenant compte des différences individuelles dans les croyances et les attitudes. Cependant, il ne tient pas compte d'autres facteurs qui influent sur les comportements de santé. Par exemple, les comportements quotidiens liés à la santé (par exemple le tabagisme) peuvent devenir relativement indépendants de la prise de décision des processus liés à la santé. En outre, les individus peuvent se livrer à des comportements liés à la santé pour des raisons non liées à la santé en tant que telles (par exemple faire de l'exercice physique pour des raisons esthétiques). Les facteurs environnementaux qui échappent au contrôle d'un individu peuvent empêcher l'engagement dans les comportements souhaités. Par exemple, un individu vivant dans un quartier dangereux peut être incapable de faire un jogging en plein air en raison de problèmes de sécurité. En outre, le health belief model ne considère pas l'impact des émotions sur le comportement lié à la santé. Les preuves suggèrent que la peur peut être un facteur clé dans la prédiction du comportement lié à la santé.
Les constructions théoriques qui constituent le health belief model sont largement définies. En outre, le health belief model ne précise pas comment les constructions du modèle interagissent les unes avec les autres,. Par conséquent, différentes opérationnalisations des constructions théoriques ne peuvent pas être strictement comparables entre les études,.
La recherche évaluant la contribution des indices à l'action dans la prédiction des comportements liés à la santé est limitée,,,. Les indices à l'action sont souvent difficiles à évaluer, ce qui limite la recherche dans ce domaine,. Par exemple, les individus ne peuvent pas rapporter avec précision les indices qui ont motivé le changement de comportement. Les indices tels qu'un message d'intérêt public à la télévision, ou sur un panneau d'affichage peuvent être éphémères, et les individus peuvent ne pas être conscients de leur importance en les incitant à se livrer à un comportement lié à la santé,. Les influences interpersonnelles sont particulièrement difficiles à mesurer par rapport aux indices.